# Retrovizor
Retrovizor (od franc. rétroviseur) je zrcalo na automobilima i drugim vozilima, koje je osmišljeno kako bi vozač imao pregled stanja iza sebe. U automobilima, retrovizor je obično pričvršćen na vrhu vjetrobranskog stakla, kako bi vozač u bilo kojem trenutku mogao imati preglednost. On se također može podešavati gore, dolje, te lijevo i desno. Osim retrovizora u automobilu, također postoje i bočni (vanjski) retrovizori.

## Povijest
Pojam retrovizori se u samim početcima spominje u knjizi Dorothy Levitt iz 1909. godine u kojoj je autorica istaknula da žena treba nositi malo ručno ogledalo na prikladnom mjestu tijekom vožnje, kako bi imala što bolju preglednost iza automobila u prometu. 1908. godine pojavili su se retrovizori koji su se mogu prilagođavati, kako bi vozač mogao vidjeti što bolje iza vozila za vrijeme vožnje. Prvi retrovizor koji se može montirati na trkaća vozila pojavio se 1911. godine, na utrkama u Indijanapolisu. Elmer Berger je prva koja je 1921. patentirao retrovizor. Nakon toga retrovizori su se počeli proizvoditi i ugrađivati u vozila. 
U posljednje se vrijeme u novije modele automobila ugrađuju videokamare, iz razloga što retrovizori nemaju mogućnost preglednosti ceste neposredno iza automobila, zbog mrtvog kuta. Kamere su obično montirane na stražnjem braniku, ili na nižim dijelovima automobila, kako bi se na taj način omogućila što bolja preglednost iza vozila.

## Prizmatični retrovizori
Prizmatični retrovizori ponekad se nazivaju "svjetla za dan/noć". Ona se mogu naginjati da se smanji oštrina i svjetla odsjaj, pogotovo velikih prednjih koja bi mogla izravno ići u oči vozača koji dolazi iz suprotnog smjera. Stakla ovih ogledala su klinastog oblika, te im površine nisu međusobno paralelne.
U automobilima se ručicom mogu podesiti dnevna i noćna svjetla. Na ručnim verzijama, za podešavanje ogledala između dnevnih i noćnih pozicija koristi se ručica. Kod dnevnih svjetla prednja površina ogledala se naginje, te se reflektira na stražnju stranu. 
Retrovizori sa svjetlima za noć ili dan, prvi put su se pojavili 1930., te su od 1970. postala standardna oprema u automobilima. 

## Automatsko zatamnjenje
Godine 1950. američki izumitelj Jakov Rabinow izumio je automatski mehanizam za noćna svjetla. Tvrtka Chrystel Corporation 1959. ponudila je ova automatska svjetla kao dodatnu opremu u automobilima, međutim zainteresiranost ljudi nije bila baš velika, te su ubrzo povučena s tržišta. 1983. na tržištu su se pojavili automobili s automatskim zatamnjivanjem retrovizora noću, koji su u kasnijim osamdesetim dobili sve više na popularnosti. Trenutni sustavi ogledala obično koriste fotosenzore, koji su montirani u retrovizorima, koji prigušuju svjetla pomoću elektromehanizma. Ovaj sustav ogledala ugrađen je i u bočne retrovizore, te se na taj način smanjuje odsjaj svjetla drugih automobila.

## Kamioni i autobusi
Kod kamiona i autobusa najčešči problem je pozadinsko osvjetljenje. U SAD-u gotovo svi kamioni i autobusi imaju bočne retrovizore na svakoj strani, koji su često montirani na vratima i gledaju sa svake strane prozora, koji se koriste za stražnju preglednost. Ove ogledala osvjetljavaju mrtvi kut iza automobila, koji se sužava prema dolje kako se udaljenost povećava. To predstavlja velik problem vozilima, osobito kamionima, pogotovo u vožnjama u zavojima ili uskim ulicama. "Spot zrcalo" je konveksno zrcalo koje pruža iskrivljenu sliku cijele strane vozila, te je obično postavljeno s desne strane vozila. 

## Motori
Ovisno o vrsti motocikla, oni mogu i ne moraju imati retrovizore. Motocikli koji su namijenjeni vožnji po ulicama obično moraju imati retrovizore. Motori koji nisu namijenjeni vožnji na cesti obično ne moraju imati retrovizore. Retrovizori dolaze u raznim vrstama dizajna i oblika, te postoje različite metode ugradnje ogledala na motociklu, najčešće na upravljaču. Retrovizor također može biti pričvršćen za kacigu vozača motocikla. 

## Bicikli
Pojedini bicikli imaju retrovizore koji su montirani na upravljačima. Oni također mogu biti pričvršćeni na okvir bicikla, kacigu ili naočale. Retrovizori za bicikle gotovo nikada ne dolaze u paketu s proizvodom, te ih je potrebno zasebno montirati. 

## Zrakoplovi
Godine 1956. civilno zrakoplovstvo predložilo je da se retrovizori montiraju odmah iznad pilota, kako bi imao bolju kontrolu nad zrakoplovom, prilikom slijetanja, te da ne bi došlo do sudara dvaju zrakoplova. Ratni avioni obično imaju jedan ili više retrovizora koji su montirani na njegov prednji kraj. 

## Računalni monitori
Neki monitori opremljeni su retrovizorima, kojima se može detektirati ako je bilo tko osim korisnika koristi to računalo.

## Obična ogledala
Neka običbna ogledala mogu biti ili obična ručna ogledala, ili mogu biti ugrađena na automobilskim branicima od sunca.